# Філіппа Ланкастерська
Філі́ппа (англ. Philippa; 31 березня 1360 — 19 липня 1415) — англійська принцеса, королева Португалії (1387—1415). Представниця англійського дому Ланкастерів. Народилася в Лестері, Англія. Донька ланкастерського герцога Джона Гентського від першої дружини Бланки. Рідна сестра англійського короля Генріха IV. Дружина португальського короля Жуана I. Її шлюб скріпив португальсько-англійський Віндзорський договір (1386), скерований проти кастильсько-французького союзу. Мати португальського короля Дуарте, коїмбрського герцога Педру, візеуського герцога Енріке Мореплавця, бургундської герцогині Ізабели, конетабля Жуана, авіського адміністратора Фернанду. Померла в Сакавені, Португалія. Похована у Батальському монастирі. Також — Філі́ппа Ланка́стерська (англ. Philippa of Lancaster), Філі́па (порт. Filipa de Lencastre).

## Родина
Чоловік — Жуан I (1357—1433), король Португалії (1385—1433)
Діти:
- Бранка (1388—1389), померла немовлям
- Афонсу (1390—1400), спадкоємець престолу, помер юнаком
- Дуарте (1391—1438), король Португалії (1433—1438)
- Педру (1392—1449), герцог Коїмбрський (1415—1449), регент (1439—1449)
- Енріке (1394—1460), герцог Візеуський (1415—1460), магістр Ордену Христа (1420—1460)
- Ізабела (1397—1471) ∞ Філіпп III, бургундський герцог
- Жуан (1400—1442), конетабль Португалії (1431—1442)
- Фернанду (1402—1443), адміністратор Авіського ордену (1434—1443)

## У культурі
- Зображена на Пам'ятнику великим географічним відкриттям у Лісабоні.